# Kunigal
Kunigal è una città dell'India di 30.291 abitanti, situata nel distretto di Tumkur, nello stato federato del Karnataka. In base al numero di abitanti la città rientra nella classe III (da 20.000 a 49.999 persone).

## Geografia fisica
La città è situata a 13° 1' 20 N e 77° 1' 36 E e ha un'altitudine di 772 m s.l.m..

## Società

### Evoluzione demografica
Al censimento del 2001 la popolazione di Kunigal assommava a 30.291 persone, delle quali 15.468 maschi e 14.823 femmine. I bambini di età inferiore o uguale ai sei anni assommavano a 3.767, dei quali 1.959 maschi e 1.808 femmine. Infine, coloro che erano in grado di saper almeno leggere e scrivere erano 20.965, dei quali 11.483 maschi e 9.482 femmine.